# Franck Gava
Franck Gava (født 3. februar 1970 i Montargis, Frankrig) er en tidligere fransk fodboldspiller (offensiv midtbane).
Gava tilbragte hele sin karriere i hjemlandet, hvor han blandt andet spillede fem sæsoner hos både AS Nancy og Olympique Lyon. Han spillede også et enkelt år hos Paris Saint-Germain, hvor han var med til at sikre klubben den franske pokaltitel. Han spillede samlet over 300 kampe i Ligue 1 over en periode på 13 år.
Gava spillede desuden tre kampe for Frankrigs landshold. Det var tre venskabskampe mod henholdsvis Tyrkiet, Sverige og Skotland.

## Titler
Coupe de France
- 1998 med Paris Saint-Germain